# Gimialcón
Gimialcón è un comune spagnolo di 102 abitanti situato nella comunità autonoma di Castiglia e León.